# Plutarco Elías Calles, Tamaulipas
Plutarco Elías Calles är en ort i Mexiko.   Den ligger i kommunen Bustamante och delstaten Tamaulipas, i den centrala delen av landet, 400 km norr om huvudstaden Mexico City. Plutarco Elías Calles ligger 1 733 meter över havet och antalet invånare är 237.
Terrängen runt Plutarco Elías Calles är kuperad åt nordväst, men åt sydost är den bergig. Runt Plutarco Elías Calles är det mycket glesbefolkat, med 6 invånare per kvadratkilometer. Närmaste större samhälle är La Cardona, 14,2 km väster om Plutarco Elías Calles. I omgivningarna runt Plutarco Elías Calles växer huvudsakligen savannskog.